# Заленштайн
За́ленштайн (нем. Salenstein, алем. нем. Saleschtèè / Saleschte) — коммуна в Швейцарии, в кантоне Тургау. Расположено на южном берегу озера Унтерзе, у границы с Германией.
С 2011 года входит в состав округа Кройцлинген (ранее входила в округ Штекборн). Население составляет 1244 человека (на 31 декабря 2007 года). Официальный код — 4851.